# Rose O'Neal Greenhow
Rose O'Neal Greenhow (1814 - 1er octobre 1864) est une espionne confédérée durant la guerre civile américaine.

## Biographie

### Enfance et éducation
Rose O'Neal Greenhow naît en 1813 sous le nom de Maria Rosetta O'Neale, sur une petite plantation du comté de Montgomery, dans le Maryland. Elle est la troisième des cinq filles des catholiques John O'Neale, propriétaire de la plantation et d'esclaves, et de sa femme Eliza Henrietta Hamilton. Pendant son enfance, O'Neal est surnommée Rose. Elle est proche de sa grande sœur, Ellen (baptisée Mary Eleanor), et la famille O'Neale devient O'Neal pendant sa petite enfance.
Le père d'O'Neal meurt en 1817. Sa veuve doit prendre soin de la plantation, en difficulté financière, et de quatre filles. Quand elle meurt à son tour, vers 1830, les sœurs Ellen et Rose O'Neal sont envoyées chez une tante à Washington. Leur tante, Maria Ann Hill, est propriétaire d'une pension de famille haut de gamme dans l'Old Brick Capitol (en) et les jeunes filles rencontrent de nombreuses personnalités célèbres de la région. Rose O'Neal est surnommée Wild Rose (« Rose sauvage »).

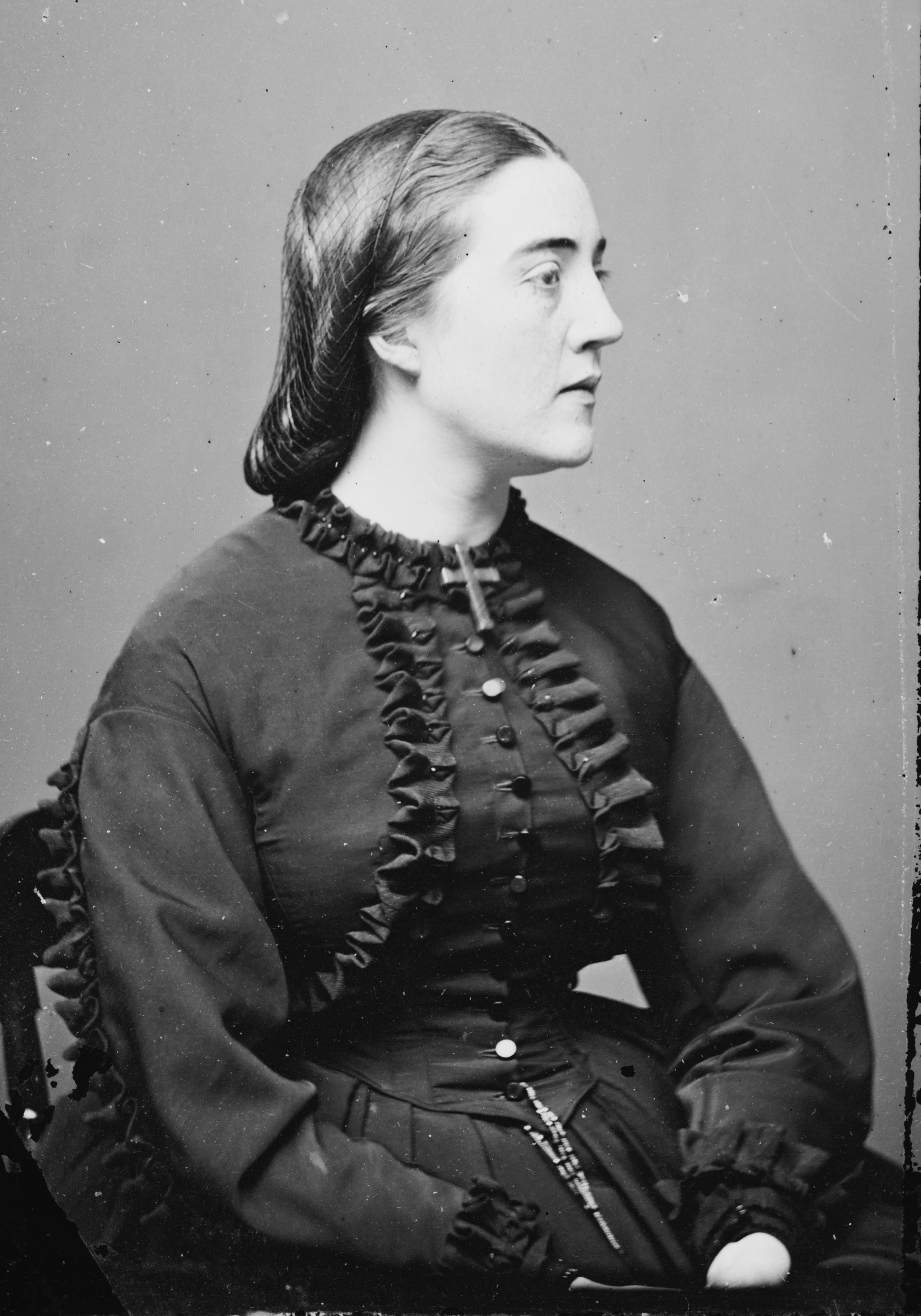
Adele Cutts, la nièce de Rose O'Neal Greenhow, vers 1860.

Dans les années 1830, Rose O'Neal rencontre Robert Greenhow Jr., un médecin, avocat et linguiste originaire de Virginie[réf. souhaitée]. Leur relation est approuvée par la haute société de Washington et surtout par Dolley Madison. En 1833, Ellen O'Neal épouse le neveu de Madison, James Madison Cutts ; en 1856, leur fille Adele Cutts épouse le sénateur Stephen A. Douglas. Deux ans après le mariage de son aînée, en 1835, Rose O'Neal épouse Robert Greenhow Jr.

### Vie domestique

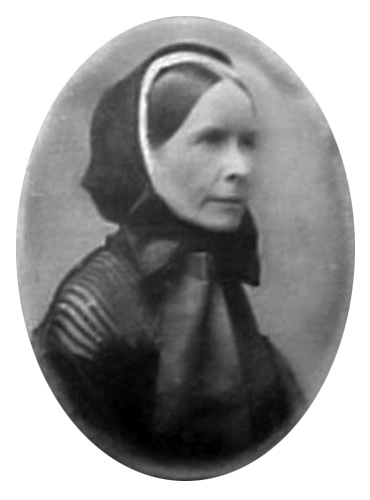
Mary Greenhow Lee, la demi-sœur de Robert Greenhow.

Dans les années 1850, les Greenhow sont un couple de socialites populaires à Washington[réf. souhaitée]. Robert Greenhow travaille au département d'État des États-Unis. Mary Greenhow Lee (en), la demi-sœur de Greenhow, leur rend régulièrement visite et les deux femmes deviennent amies.
Les Greenhow ont quatre filles, Florence, Gertrude, Leila et Rose[réf. souhaitée].
En 1850, la famille Greenhow emménage à Mexico, où Robert Greenhow est nommé. Ils partent ensuite à San Francisco, toujours pour le travail de Greenhow. En 1852, Rose Greenhow retourne sur la côte Est avec ses enfants, un voyage qui lui prend plusieurs mois, et elle accouche de sa dernière fille, Rose, en 1853. En 1871, Rose Junior épouse William P. Duvall (en), avec qui elle a deux enfants avant leur divorce en 1899.
En 1854, Robert Greenhow meurt dans un accident à San Francisco. Un peu plus tard, leur fille aînée, Florence, épouse Seymour Treadwell Moore, un officier de l'armée, et déménage avec lui dans l'Ohio.

### Guerre de sécession et espionnage

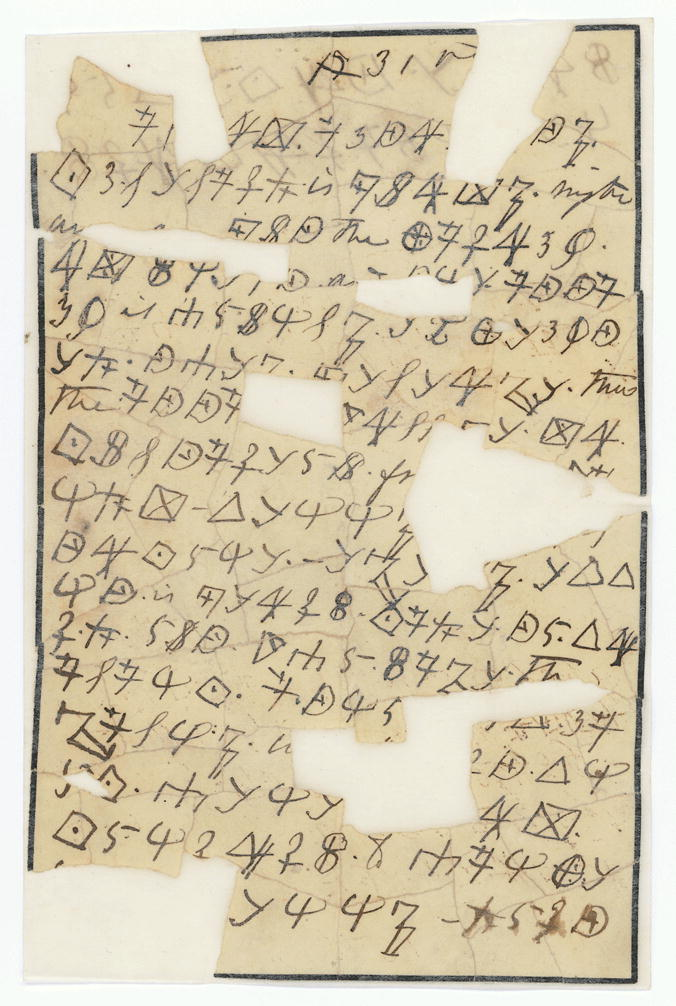
Texte chiffré par Greenhow.

Après la mort de son mari, Greenhow commence à soutenir la cause des États confédérés d'Amérique. Elle soutient la sécession et veut « conserver le mode de vie sudiste », y compris l'esclavage. Elle est proche de John Caldwell Calhoun, et sa sympathie pour le camp confédéré attire l'attention d'autres confédérés à Washington. Thomas Jordan, qui crée un réseau d'espionnage pro-Sud à Washington, la recrute au sein de son réseau.
Greenhow prend la tête du réseau d'espionnage. Jordan quitte alors Washington et le réseau et devient capitaine dans l'armée confédérée. Il continue à recevoir et commenter ses rapports, et semble avoir formé Greenhow au cours de la formation des services secrets confédérés (en).
Les 9 et 16 juillet 1861, Greenhow fait passer des messages secrets à Pierre Gustave Toutant de Beauregard, l'informant des actions prévues par l'armée unioniste pour la première bataille de Bull Run. Elle y inclut les plans détaillés du général Irvin McDowell. Elle est soutenue dans son espionnage par des membres du congrès, des officiers de l'armée du Nord, l'espionne Betty Duvall (en), son dentiste Aaron van Camp (en), ainsi que le fils de ce dernier, Eugene B. Van Camp (en),. Jefferson Davis affirme que les informations de Greenhow ont permis aux confédérés de remporter la bataille[réf. souhaitée]. Après la bataille, elle reçoit un télégramme de Thomas Jordan la remerciant de sa part, de celle du président et de celle de leur général.

### Capture et prison

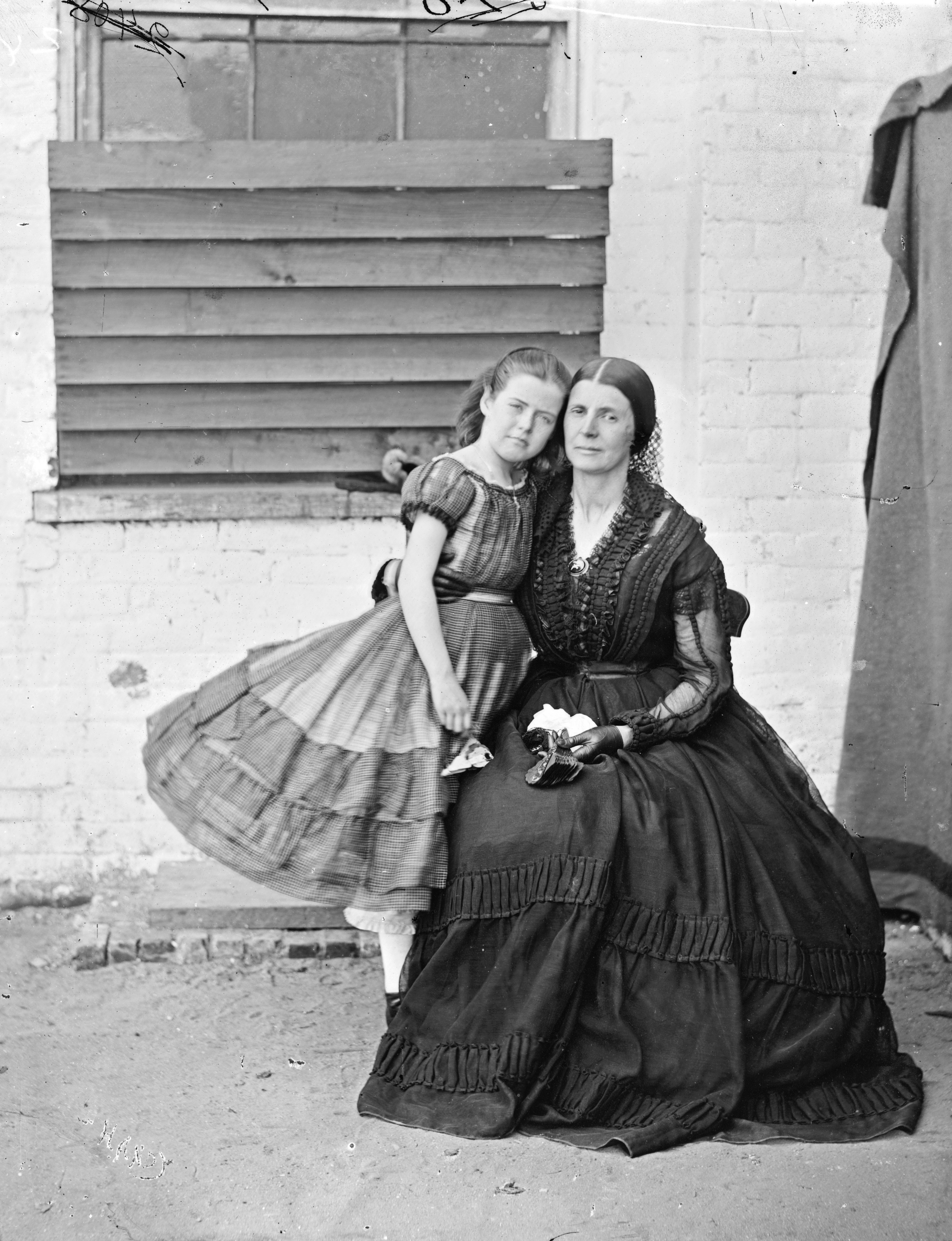
Rose O'Neal Greenhow et sa fille « Little » Rose à Washington en 1862.

Allan Pinkerton, fraîchement nommé à la tête de l'United States Secret Service, reçoit très rapidement l'ordre de surveiller Greenhow, une mondaine appréciée par les deux camps de la guerre. Le 23 août 1861, il l'arrête et la soumet à une détention à domicile dans sa résidence de la 16e rue avec une de ses messagères, Lily Mackall (en).
Les agents de Pinkerton trouvent de nombreuses preuves incriminant Greenhow. En fouillant sa maison, Pinkerton et ses hommes trouvent de nombreux documents confidentiels dans les restes de sa cheminée, dont des lambeaux de messages chiffrés, des copies de huit rapports envoyés à Jordan en l'espace d'un mois, des cartes des fortifications de Washington et des notes sur les avancées des deux armées[réf. souhaitée]. Les documents comportent de nombreuses lettres d'amour supposément écrites par Henry Wilson, un abolitionniste du Massachusetts. Elle le considère comme sa source principale et affirme qu'il lui a donné le nombre exact de canons et d'autres types d'artillerie dans les défenses de Washington. Cependant, des biographes contemporains de Wilson estiment que l'écriture sur les lettres ne correspond pas à celle de Wilson.

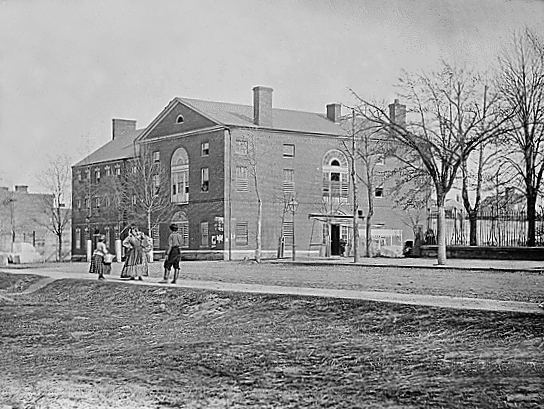
La prison d'Old Brick.

Pinkerton surveille les visiteurs du domicile de Greenhow et y fait venir d'autres suspects d'espionnage sudiste. La maison est surnommée « Fort Greenhow ». Les habitants de la maison continuent à envoyer des messages à Jordan, qui cesse de les lire après avoir découvert que l'opération est désormais contrôlée par Pinkerton. Une lettre dans laquelle Greenhow se plaint de la façon dont elle est traitée est publiée, menant à des plaintes de Nordistes sur le traitement trop bon de l'espionne. Le 18 janvier 1862, Pinkerton fait transférer Greenhow à Old Brick Capitol (en), reconvertie en prison pour les prisonniers politiques. Une commission de deux hommes est nommée exclusivement pour statuer sur les cas des espions qui y sont emprisonnés. Greenhow n'est cependant jamais jugée, et sa fille Rose peut rester avec elle[réf. souhaitée].
La cellule de Greenhow donne sur la rue. Certains historiens estiment que la position des volets et le nombre de bougies allumées sur le rebord de la fenêtre sont des messages codés pour les passants. Un témoignage affirme qu'au contraire, sa cellule donne sur la cour de la prison pour qu'elle ne puisse pas communiquer avec l'extérieur et que de nombreux efforts sont fournis pour qu'elle ne s'approche pas des fenêtres. Ce témoignage est certainement erroné, puisqu'un autre témoignage encore veut que Greenhow ait accroché le drapeau des États confédérés d'Amérique par sa fenêtre.

### Reconnaissance internationale
Le 31 mai 1862, Greenhow et sa fille sont relâchées sans procès, à la seule condition qu'elle ne revienne jamais au Nord des États-Unis. Elles déménagent donc à Richmond, où Greenhow est traitée en héroïne nationale par les Sudistes. Jefferson Davis la nomme correspondante des États confédérés auprès de l'Europe[réf. souhaitée].
De 1863 à 1864, elle voyage en France et au Royaume-Uni pour une mission diplomatique auprès des aristocrates européens. De nombreux aristocrates européens sont du côté de l'élite du Sud, et le Royaume-Uni entretient des liens commerciaux étroits avec eux. En France, Greenhow rencontre Napoléon III au palais des Tuileries. Au Royaume-Uni, elle obtient une audience avec Victoria[réf. souhaitée]. Deux mois après son arrivée à Londres, Greenhow écrit ses mémoires sous le nom My Imprisonment and the First Year of Abolition Rule at Washington (« Mon emprisonnement et la première année du règne abolitionniste à Washington »), qu'elle publie la même année et qui se vend dans toute la Grande-Bretagne.
Greenhow rencontre Granville Leveson-Gower, qu'elle épouse en 1864[réf. souhaitée].

### Fin de vie
Le 19 août 1864, Greenhow quitte l'Europe pour revenir au Sud des États-Unis. Elle voyage avec de nombreuses missives sur le forceur de blocus britannique Condor. Le premier octobre 1864, le Condor, poursuivi par l'USS Niphon (en), une canonnière unioniste, échoue au delta du Cape Fear, près de Wilmington. Craignant d'être capturée et à nouveau emprisonnée, Greenhow s'enfuit sur un canot. Elle a cousu 2 000 dollars d'or dans ses sous-vêtements et son col, correspondant aux royalties de ses mémoires. Une vague renverse le canot et, alourdie par l'or, elle se noie.
Son corps est retrouvé dans l'eau près de Wilmington. Elle porte sur elle un petit carnet et une copie de ses mémoires. Dans le livre, on retrouve une note adressée à sa fille Rose[réf. souhaitée].
Elle bénéficie d'une cérémonie de funérailles militaire à l'église Saint Thomas de Wilmington[réf. souhaitée]. En 1888, la Ladies' Memorial Association (en) locale fait installer une croix sur sa tombe du cimetière d'Oakdale sur laquelle est écrit Mrs. Rose O'Neal Greenhow. A Bearer of Dispatches to the Confederate Government (« Mme Rose O'Neal Greehow. Porteuse de missives au gouvernement confédéré »).

## Postérité
Les documents trouvés lors de la perquisition du domicile de Greenhow sont aujourd'hui conservés par la National Archives and Records Administration.
Elle fait l'objet de l'épisode The Rebellious Rose de The Americans (en) en 1961, où elle est jouée par Nina Foch. En 1990, sa vie est reprise pour le téléfilm The Rose and the Jackal (en) avec Madolyn Smith dans son rôle. Elle apparaît ensuite dans le téléfilm Class of '61 en 1993, jouée par Sue-Ann Leeds.
En 1993, la branche féminine des Sons of Confederate Veterans (en) se renomme en Order of the Confederate Rose (« ordre de la rose confédérée ») en son honneur.